# 出場詩
出場詩首創於元曲雜劇。該劇種許多角色於首出場時，常會自報身份和來歷，並由此說明角色個性或重要性。而此多為五言或七言詩對仗的詩，即稱為出場詩。
別稱為上場詩或定場詩的出場詩，影響了以口白為主的戲劇表演，如說書或於福建、台灣一帶流行的布袋戲。

## 舉例
雜劇：《梧桐雨》
- 唐玄宗出場：
  - 高祖乘時起晉陽，太宗神武定封疆。守成繼統當兢業，萬里河山拱大唐。寡人唐玄宗是也。
- 陳玄禮出場：
  - 世受君恩統禁軍，天顏喜怒得先聞；太平武備皆無用，誰料狂胡起戰塵。某右龍武將軍陳玄禮是也。

雜劇《竇娥冤》
- 賽盧醫出場：

行醫有斟酌，下藥依本草；死的醫不活；活的醫死了。自家姓盧，人道我一手好醫，都叫做賽盧醫。
霹靂布袋戲《霹靂金光》第十三集
- 素還真出場：

半神半聖亦半仙，全儒全道是全賢；腦中真書藏萬卷，掌握文武半邊天。山人清香白蓮素還真，隱居在翠環山玉波池百柳珠簾五蓮臺。